# Коувени, Вон
Вон Коувени (англ. Vaughan Coveny) — футболист из Новой Зеландии, играл на позиции нападающего и атакующего полузащитника. По завершении карьеры игрока начал тренерскую карьеру.

## Клубная карьера
Коувени начал карьеру футболиста в австралийской Национальной футбольной лиге — в клубе «Мельбурн Найтс», затем он перешёл в «Вуллонгонг Вулвз». Большую часть карьеры Коувени провёл в «Саут Мельбурне» из Мельбурна — 240 матчей за 9 сезонов. Также Коувени был заигран за клубы Эй-лиги — «Ньюкасл Юнайтед Джетс» и «Веллингтон Феникс».

## Карьера в сборной
Коувени дебютировал в составе сборной Новой Зеландии в матче против сборной Фиджи 19 сентября 1992 года (матч закончился вничью — 0:0). Также футболист был включён в заявку сборной на Кубок конфедераций 1999 года, а также на финальную часть Кубка конфедераций 2003 года.
27 мая 2006 года в матче против сборной Грузии (3:1) Коувени стал лучшим бомбардиром сборной Новой Зеландии.
В январе 2009 года он объявил о своём уходе из футбола.

## Статистика в сборной
| Сборная Новой Зеландии | Сборная Новой Зеландии | Сборная Новой Зеландии |
| Год                    | Матчи                  | Голы                   |
| ---------------------- | ---------------------- | ---------------------- |
| 1992                   | 3                      | 0                      |
| 1993                   | 4                      | 0                      |
| 1994                   | 0                      | 0                      |
| 1995                   | 8                      | 1                      |
| 1996                   | 4                      | 0                      |
| 1997                   | 8                      | 5                      |
| 1998                   | 6                      | 3                      |
| 1999                   | 10                     | 1                      |
| 2000                   | 0                      | 0                      |
| 2001                   | 5                      | 9                      |
| 2002                   | 1                      | 0                      |
| 2003                   | 5                      | 1                      |
| 2004                   | 5                      | 6                      |
| 2005                   | 1                      | 0                      |
| 2006                   | 4                      | 2                      |
| Всего                  | 64                     | 28                     |

### Голы
Забитые мячи за сборную Новой Зеландии
| Дата             | Место                                        | Соперник                                | Результат | Соревнование                                            | Голы |
| ---------------- | -------------------------------------------- | --------------------------------------- | --------- | ------------------------------------------------------- | ---- |
| 20 июня 1995     | Мунисипаль, Кокимбо                          | Сборная Турции по футболу               | 1-2       | Товарищеский матч                                       | 1    |
| 25 января 1997   | Сиднейский футбольный стадион, Сидней        | Сборная Республики Корея по футболу     | 1-3       | Товарищеский матч                                       | 1    |
| 11 июня 1997     | Норт Харбор Стэдиум, Окленд (Новая Зеландия) | Сборная Папуа — Новой Гвинеи по футболу | 7-0       | Чемпионат мира по футболу 1998 (отборочный турнир, ОФК) | 3    |
| 18 июня 1997     | Норт Харбор Стэдиум, Окленд (Новая Зеландия) | Сборная Фиджи по футболу                | 5-0       | Чемпионат мира по футболу 1998 (отборочный турнир, ОФК) | 1    |
| 28 сентября 1998 | Ланг Парк, Брисбен                           | Сборная Вануату по футболу              | 8-1       | Кубок наций ОФК 1998                                    | 3    |
| 29 июня 1999     | Национальный стадион (Сингапур)              | Сборная Сингапура по футболу            | 1-0       | Товарищеский матч                                       | 1    |
| 6 июня 2001      | Норт Харбор Стэдиум, Окленд (Новая Зеландия) | Сборная Таити по футболу                | 5-0       | Чемпионат мира по футболу 2002 (отборочный турнир, ОФК) | 3    |
| 11 июня 2001     | Норт Харбор Стэдиум, Окленд (Новая Зеландия) | Сборная Соломоновых Островов по футболу | 5-1       | Чемпионат мира по футболу 2002 (отборочный турнир, ОФК) | 2    |
| 13 июня 2001     | Норт Харбор Стэдиум, Окленд (Новая Зеландия) | Сборная Вануату по футболу              | 7-0       | Чемпионат мира по футболу 2002 (отборочный турнир, ОФК) | 3    |
| 24 июня 2001     | Австралия (стадион), Сидней                  | Сборная Австралии по футболу            | 1-4       | Чемпионат мира по футболу 2002 (отборочный турнир, ОФК) | 1    |
| 9 июня 2003      | Сити Стэдиум, Ричмонд (Виргиния)             | Сборная США по футболу                  | 1-2       | Товарищеский матч                                       | 1    |
| 2 июня 2004      | Хайндмарш Стэдиум, Аделаида                  | Сборная Вануату по футболу              | 2-4       | Кубок наций ОФК 2004                                    | 2    |
| 4 июня 2004      | Марден Спортс Комплекс, Аделаида             | Сборная Таити по футболу                | 10-0      | Кубок наций ОФК 2004                                    | 3    |
| 6 июня 2004      | Хайндмарш Стэдиум, Аделаида                  | Сборная Фиджи по футболу                | 2-0       | Кубок наций ОФК 2004                                    | 1    |
| 25 мая 2006      | Альтенкирхен, Альтенкирхен (Вестервальд)     | Сборная Грузии по футболу               | 3-1       | Товарищеский матч                                       | 2    |

## Карьера тренера
После объявления о завершении карьеры футболиста в 2010 году Вон Коувени был представлен как новый тренер австралийского клуба из Мельбурна «Саут Мельбурн». Однако по окончании сезона контракт с ним не был продлён.

## Достижения
- Молодой футболист года в Новой Зеландии: 1992
- Футболист года в Новой Зеландии: 2004
- Чемпион Австралии по футболу: 1997-98, 1998-99
- Победитель Лиги чемпионов ОФК: 1999
- Победитель Кубка наций ОФК: 1998